# 郭家坝镇
郭家坝镇，是中华人民共和国湖北省宜昌市秭归县下辖的一个乡镇级行政单位。

## 行政区划
郭家坝镇下辖以下地区：
卜庄河社区、郭家坝村、牛岭村、王家岭村、柏杨坪村、桐树湾村、烟灯堡村、邓家坡村、头道河村、熊家岭村、楚王井村、擂鼓台村、荒口坪村、白云山村、文化村、百日场村、夫子头村、西坡村、文家岩村、庙垭村和罗家坪村。